# Rial omanense
O rial omanense é a moeda de Omã. O seu código ISO 4217 é OMR.

## História
Até 1940, a rupia indiana e o Maria Theresa thaler (conhecido localmente como rial devido ao seu tamanho semelhante ao  moeda espanhola de oito reais) eram as principais moedas que circulavam em Mascate e Omã, como o estado era então conhecido, com a rupia indiana circulando na costa e o táler no interior. Os táleres de Maria Theresa foram avaliados em 230 paisa, com 64 paisa = 1 rúpia.

## Taxa de câmbio fixa
De 1973 a 1986, o rial foi indexado ao dólar a 1 rial de Omã = US$ 2.895. A taxa foi alterada em 1986 para 1 rial de Omã = US$ 2,6008, o que se traduz em aproximadamente US$ 1 = 0,384497 rial. Em 2024, é a terceira unidade monetária de maior valor no mundo, depois do dinar do Kuwait e do dinar do Bahrein. Ainda em 2025, o Banco Central de Omã comprou os EUA. dólares a 0,384 rial de Omã e vendeu dólares a 0,385 rial de Omã.